# Akhand Kirtani Jatha
Pour les articles homonymes, voir AKJ.
L'Akhand Kirtani Jatha (AKJ) est une obédience au sein du sikhisme inspirée de l'enseignement de Bhai Randir Singh (1878-1961), un mystique  qui s'est battu pour l'indépendance de l'Inde et qui a connu la prison. Il a voulu rendre populaire les cérémonies du kirtan, les chants dévotionnels, et l'Akhand Path, la lecture continue du Guru Granth Sahib, le Livre saint, réalisée en 48 heures.
Bhai Randir Singh a écrit trois douzaines de livres et a influencé le sikhisme au XXe siècle. Il avait une vision un peu différente de sa religion bien qu'il ait prêché les écrits des Gurus fondateurs. 
Les femmes sikhes relevant de ce courant portent le keshi un petit turban sous le foulard traditionnel sur les cheveux.